# توردومار
بلدية توردومار و تعني بُرج عُمَر (بالإسبانية: Tordómar)‏, هي إحدى بلديات مقاطعة برغش, التي تقع في منطقة قشتالة وليون, والتي تقع في شمال غرب إسبانيا.
يبلغ عدد سكانها 384 نسمة وفقاً لإحصائية سنة (2002).